# World Top Four femminile 1990
La II World Top Four di pallavolo femminile si è svolta dal 13 al 14 novembre 1990 a Osaka, in Giappone. Al torneo hanno partecipato 4 squadre nazionali e la vittoria finale è andata per la prima volta all'URSS.

## Squadre partecipanti
- Cina
- Giappone
- Stati Uniti
- Unione Sovietica

## Fase unica

### Finali 1º e 3º posto
|  | Semifinali | Semifinali | Semifinali |      |                  | Finale           | Finale      | Finale   |  |
|  |            |            |            |      |                  |                  |             |          |  |
|  | -          | -          | -          |      |                  |                  |             |          |  |
|  | -          | -          | -          |      |                  |                  |             |          |  |
|  | -          | -          | -          |      |                  |                  |             |          |  |
|  | -          | -          | -          |      | Unione Sovietica | Unione Sovietica | 3           |          |  |
|  |            |            |            |      | Unione Sovietica | Unione Sovietica | 3           |          |  |
|  |            |            | Cina       | Cina | 1                |                  |             |          |  |
|  | -          | -          | Cina       | Cina | 1                | -                |             |          |  |
|  | -          | -          |            |      |                  | -                |             |          |  |
|  | -          | -          | -          |      |                  | 3º posto         | 3º posto    | 3º posto |  |
|  | -          | -          | -          |      |                  |                  |             |          |  |
|  |            |            |            |      |                  |                  |             |          |  |
|  |            |            |            |      |                  | Giappone         | Giappone    | 3        |  |
|  |            |            |            |      |                  | Giappone         | Giappone    | 3        |  |
|  |            |            |            |      |                  | Stati Uniti      | Stati Uniti | 2        |  |

## Classifica finale
| Classifica | Squadre          |
| ---------- | ---------------- |
|            | Unione Sovietica |
|            | Cina             |
|            | Giappone         |
| 4          | Stati Uniti      |